# توموک هوماک
توموک هوماک (به فرانسوی: Monts Tumuc-Humac) یک رشته‌کوه در فرانسه است. توموک هوماک ۹۵۶ متر بالاتر از سطح دریا واقع شده‌است.